# О Юн Гён
О Юн Гён (кор. 오윤경; род. 6 августа 1941, ?) — северокорейский футболист, защитник, участник чемпионата мира 1966 года.

## Карьера

### Чемпионат мира 1966
О Юн Гён играл за сборную КНДР на чемпионате мира 1966 года. Провёл три матча: две игры группового турнира и четвертьфинал против сборной Португалии.
| Матчи и голы О Юн Гёна за сборную КНДР | Матчи и голы О Юн Гёна за сборную КНДР | Матчи и голы О Юн Гёна за сборную КНДР | Матчи и голы О Юн Гёна за сборную КНДР | Матчи и голы О Юн Гёна за сборную КНДР | Матчи и голы О Юн Гёна за сборную КНДР | Матчи и голы О Юн Гёна за сборную КНДР |
| -------------------------------------- | -------------------------------------- | -------------------------------------- | -------------------------------------- | -------------------------------------- | -------------------------------------- | -------------------------------------- |
| №                                      | Дата                                   | Место проведения                       | Соперник                               | Счёт                                   | Голы                                   | Турнир                                 |
| 1                                      | 15 июля 1966                           | Мидлсбро, Англия                       | Чили                                   | 1:1                                    | -                                      | Чемпионат мира 1966                    |
| 2                                      | 19 июля 1966                           | Мидлсбро, Англия                       | Италия                                 | 1:0                                    | -                                      | Чемпионат мира 1966                    |
| 3                                      | 23 июля 1966                           | Ливерпуль, Англия                      | Португалия                             | 3:5                                    | -                                      | Чемпионат мира 1966                    |

Итого: 3 матча / 0 голов; 1 победа, 1 ничья, 1 поражение.